# Ramicandelaber longisporus
Ramicandelaber longisporus är en svampart som beskrevs av Y. Ogawa, S. Hayashi, Degawa & Y. Yaguchi 2001. Ramicandelaber longisporus ingår i släktet Ramicandelaber och familjen Kickxellaceae.   Inga underarter finns listade i Catalogue of Life.